# Phra Phutta Yodfa-brug
De Phra Phutta Yodfa-brug (Thai: สะพานพระพุทธยอดฟ้า; Thai voor Brug der Herinneringen) is de brug over de rivier de Menam in Bangkok, in Thailand. De brug verbindt de districten Phra Nakhon en Thonburi met elkaar.
De Phra Phutta Yodfa-brug werd geopend op 6 april 1932 door koning Rama VII, gedenkdag van de 150ste verjaardag van de Chakri-dynastie en de stichting van Bangkok, kort voor de Siamese staatsgreep op 24 juni 1932. De brug is vernoemd naar koning Yodfa (Rama I), de eerste koning van de Chakri-dynastie.
De bouw van de Phra Phutta Yodfa-brug werd gestart op 3 december 1929 door Dorman Long uit Middlesbrough. De brug kon open dicht, maar dat mechanisme wordt nu niet gebruikt.
De Phra Phutta Yodfa-brug werd op 5 juni 1944 tijdens het bombardement van Bangkok als doelwit gebruikt voor een Thaise oefening met een B-29 Superfortress om ze te kunnen gebruiken tegen Japan. Bij deze bomoefening vielen geen burgerslachtoffers, maar er werd wel een tramlijn, een Japans militair ziekenhis en het hoofdkwartier van de Kempeitai verwoest.
Op 3 december 1984 werd de Phra Pok Klao-brug geopend om de files op de brug te verminderen.